# 체호프 (모스크바주)
체호프(러시아어: Че́хов)는 모스크바주의 도시이다. 1954년이전에는 로파스냐(Лопа́сня)라고 불렸다. 인구는 7만2,917명 (2002년), 5만6,000명 (1985년)이다.